# 尼奥尔区
尼奥尔区（法語：arrondissement de Niort）是法国新阿基坦大区德塞夫勒省所辖的一个区。总面积2445.1平方公里，总人口199637，人口密度82人/平方公里（2018年）。主要城镇为尼奥尔。

## 辖区
尼奥尔区辖有121个市镇。